# マイケル・ベナー
マイケル・ベナー（Maikel Benner , 1980年3月24日 - ）は、オランダの南ホラント州スヒーダム出身の元野球選手（捕手）。右投げ右打ち。
ホーフトクラッセでプレーしていた。多くの代表経験を持ち、2004年アテネオリンピック、2006年のワールドベースボールクラシックでオランダ代表に選出されている。